# 28818 Kellyryan
28818 Kellyryan è un asteroide della fascia principale. Scoperto nel 2000, presenta un'orbita caratterizzata da un semiasse maggiore pari a 2,2620469 UA e da un'eccentricità di 0,1508921, inclinata di 5,35086° rispetto all'eclittica.